# Kanton Creil-Nogent-sur-Oise
Der Kanton Creil-Nogent-sur-Oise ist ein ehemaliger, von 1973 bis 2015 bestehender französischer Wahlkreis im Arrondissement Senlis, im Département Oise in der Region Hauts-de-France; sein Hauptort war Nogent-sur-Oise.

## Gemeinden
Der Kanton bestand aus zwei Gemeinden und einem Teil der Stadt Creil (angegeben ist hier die Gesamteinwohnerzahl, im Kanton leben etwa 6.000 Einwohner):
| Gemeinde           | Einwohner Jahr | Fläche km² | Bevölkerungsdichte | Code INSEE | Postleitzahl |
| ------------------ | -------------- | ---------- | ------------------ | ---------- | ------------ |
| Creil              | 34.262 (2013)  | –          | – Einw./km²        | 60175      | 60100        |
| Nogent-sur-Oise    | 18.753 (2013)  | 7,46       | 2514 Einw./km²     | 60463      | 60180        |
| Villers-Saint-Paul | 6.431 (2013)   | 4,93       | 1304 Einw./km²     | 60684      | 60870        |